# 원오트릭스 포인트 네버
다니엘 로파틴(영어: Daniel Lopatin, 1982년 7월 25일 ~ )은 원오트릭스 포인트 네버(영어: Oneohtrix Point Never)이라는 예명으로 잘 알려진 미국의 전자 음악 음악가이다. 그는 2000년대 중반부터 신시사이저를 기반으로 하고 있는 음악을 제작하면서 경력을 시작했으며, 2009년 발매한 컴필레이션 음반 Rifts를 통해 처음으로 매체로부터 좋은 평을 받게 된다. 이후 MIDI와 샘플링을 기반으로 하는 음악 스타일을 추가하면서 점차 다양한 방식의 작곡 기법을 착안하면서 Replica (2011), R Plus Seven (2013), Garden of Delete (2015) 등의 음반을 발매하기도 한다. 2013년 그는 영국의 전자 음악레이블인 워프 레코즈와 계약한다.

로파틴은 아노니, 팀 헤커, 이스마엘 버틀러, FKA 트위그스 등 다양한 음악가들과 협업했으며, 그 외에도 여러 프로젝트에 참여한 바 있다. 이외에도 블링 링 (2013), 굿타임 (2017) 등 다양한 영화 사운드트랙에 참여했으며, 2017년 칸 영화제 사운드트랙 부문에서 수상하기도 했다.